# ساندرا سيتشيني
ساندرا سيتشيني (بالإيطالية: Sandra Cecchini)‏ مواليد 27 فبراير 1965 في بولونيا، إميليا-رومانيا، هي لاعبة كرة مضرب إيطالية سابقة بدأت مسيرتها كمحترفة سنة 1984 وكانت تلعب باليد اليمنى، اعتزلت اللعب في 1999. أعلى تصنيف لها في الفردي كان المركز الـ 15 في سنة 1988. أعلى تصنيف لها في الزوجي كان المركز الـ 22 في سنة 1993.

## الخط الزمني للفردي
مفتاح
| ف | ن | ن.ن | ر.ن | د# | د.م | ل | أ.أ | ت | غ | ب | ف | ذ | م.خ | ل.ت |

(ف) فاز بالبطولة (ن) وصل النهائي (ن.ن) نصف النهائي (ر.ن) ربع النهائي (د#) الأدوار الأربعة الأولى (د.م) دور المجموعات (ل) شارك في كأس ديفيز (أ.أ) خرج من الأدوار الاولى (ت) خسر التصفيات التأهيلية (غ) غاب عن الحدث أو البطولة (ب) حصل على ميدالية برونزية (ف) حصل على ميدالية فضية (ذ) حصل على ميدالية ذهبية (م.خ) بطولة الماسترز خُفضت إلى مرتبة أقل (ل.ت) البطولة لم تعقد في السنة المعينة.
لتجنب الارتباك وازدواجية الحساب، يتم تحديث هذه المعلومات إما في نهاية البطولة، أو عندما تكون مشاركة اللاعب في البطولة قد انتهت.
| الدورة            | 1983  | 1984  | 1985  | 1986  | 1987  | 1988  | 1989  | 1990  | 1991  | 1992  | 1993  | 1994  | 1995  | 1996  | 1997  | 1998  | إجمالي ف/م |
| ----------------- | ----- | ----- | ----- | ----- | ----- | ----- | ----- | ----- | ----- | ----- | ----- | ----- | ----- | ----- | ----- | ----- | ---------- |
| أستراليا المفتوحة | غ     | غ     | غ     | ل.ت   | غ     | غ     | غ     | غ     | غ     | غ     | غ     | غ     | غ     | د1    | غ     | غ     | 0 / 1      |
| فرنسا المفتوحة    | غ     | د1    | ر.ن   | د1    | د1    | د3    | د1    | د3    | د4    | د2    | د2    | د2    | د1    | د2    | د2    | د1    | 0 / 15     |
| بطولة ويمبلدون    | غ     | د2    | د2    | د1    | غ     | غ     | غ     | د1    | د1    | غ     | غ     | د2    | د1    | غ     | غ     | غ     | 0 / 7      |
| أمريكا المفتوحة   | غ     | د1    | د3    | د1    | د3    | د1    | د1    | د2    | د2    | د1    | د2    | د3    | د1    | د1    | غ     | غ     | 0 / 13     |
| م.ف               | 0 / 0 | 0 / 3 | 0 / 3 | 0 / 3 | 0 / 2 | 0 / 2 | 0 / 2 | 0 / 3 | 0 / 3 | 0 / 2 | 0 / 2 | 0 / 3 | 0 / 3 | 0 / 3 | 0 / 1 | 0 / 1 | 0 / 36     |
| تصنيف نهاية العام | 122   | 49    | 49    | 73    | 18    | 21    | 26    | 20    | 27    | 35    | 56    | 33    | 108   | 80    | 204   | 196   |            |

- إجمالي ف / م = إجمالي الفوز والمشاركة

## روابط خارجية
- ساندرا سيتشيني على موقع رابطة محترفات التنس (الإنجليزية)
- ساندرا سيتشيني على موقع الاتحاد الدولي لكرة المضرب (الإنجليزية)
- ساندرا سيتشيني على موقع كأس بيلي جين كينغ (الإنجليزية)
- ساندرا سيتشيني على موقع خلاصة التنس.كوم (الإنجليزية)
- ساندرا سيتشيني على موقع اللجنة الأولمبية الدولية (الإنجليزية)
- ساندرا سيتشيني على موقع أوليمبيديا (الإنجليزية)